# 金荣训
金荣训（：／ Kim Young-hoon，1968年1月5日—），韩国工会活动家、政治人物。第11任雇佣劳动部部长。

## 早年
1968年1月5日出生于釜山，毕业于马山中央高中，随后攻读东亚大学畜牧学系。2015年就读圣公会大学NGO研究生院政治政策专业，获得政治学硕士学位。
1992年加入铁道厅（韩国铁道公社的前身），成为列车司机。2000年当选为铁路工会釜山支部长。2004年当选为铁路工会委员长，2010年至2012年任全国民主劳动组合总联盟委员长。

## 政治生涯
金荣训在第19届国会选举中担任统合进步党竞选委员会联合委员长。2017年加入正义党，2020年作为正义党比例代表、2024年作为共同民主联合比例代表参选国会议员，均未当选。在第20届和第21届总统选举中支持李在明。
2025年6月23日，获提名为雇佣劳动部部长，是首位以劳动者身份获得提名的人选。总统室在说明提名背景时表示：“金荣训曾任民主劳总委员长，是代表劳动界声音的人物。期待他在减少工伤事故、修订‘黄色信封法’、推动每周4.5天工作制等方面，切实增强劳动者权益。”
2025年7月21日，正式就任雇佣劳动部部长。

## 争议
2015年，金荣训在其硕士论文《韩国进步政治重建研究》中批判解散统合进步党的判决是不公正的。2014年12月，宪法法院裁定统合进步党涉及“亲北”、“破坏基本民主秩序”与「企图破坏国家体制」与「宪法精神”，强制解散该党。因此，作为必须遵守宪法和法律的国务委员，金荣训的资格问题引发争议。金荣训称将在人事听证会上予以回应。

## 选举履历
| 年度 | 选举届数       | 选举区   | 所属政党     | 得票数    | 得票率 | 当选标记 | 备注           |
| ---- | -------------- | -------- | ------------ | --------- | ------ | -------- | -------------- |
| 2020 | 第21届国会选举 | 比例代表 | 正義黨       | 2,697,956 | 9.67%  |          | 比例代表第22位 |
| 2024 | 第22届国会选举 | 比例代表 | 共同民主聯合 | 7,567,459 | 26.69% |          | 比例代表第20位 |